# SSVヤーン・レーゲンスブルク
SSVヤーン・レーゲンスブルク（SSV Jahn Regensburg）は、ドイツ・バイエルン州・レーゲンスブルクにホームを置くサッカークラブである。

## 歴史
1889年に創設された。21世紀に入ってからは主にレギオナルリーガ南部（当時の3部リーグ）に所属した。2002-03のシーズンで2位となりブンデスリーガ2部に昇格を果たしたが、1シーズンで降格した。その後は低迷し、2006年には4部に降格したが、今度は1シーズンで3部復帰を果たした。2007-08シーズンは、第10節まで首位を走る活躍をみせたが失速し、9位でシーズンを終えた。その結果、2008-09シーズンより新たに発足したブンデスリーガ3部に所属することになった。
2011-12シーズンには3部で3位となり、入替戦で2部16位のカールスルーエを破り2部復帰を果たしたが、翌2012-13シーズンには2部で最下位となり2部残留は果たせなかった。2016-17シーズンには3部で3位となり、2部16位のTSV1860ミュンヘンとの入れ替え戦に勝利し、2013年以来4年ぶりに2部へ復帰した。

## タイトル

### 国内タイトル
- なし

### 国際タイトル
- なし

## 過去の成績
| シーズン | ディビジョン      | ディビジョン | ディビジョン | ディビジョン | ディビジョン | ディビジョン | ディビジョン | ディビジョン | ディビジョン | DFBポカール  |
| シーズン | リーグ            | 試           | 勝           | 分           | 敗           | 得           | 失           | 点           | 順位         | DFBポカール  |
| -------- | ----------------- | ------------ | ------------ | ------------ | ------------ | ------------ | ------------ | ------------ | ------------ | ------------ |
| 2012-13  | ブンデスリーガ2部 | 34           | 4            | 7            | 23           | 36           | 65           | 19           | 18位         | 1回戦敗退    |
| 2013-14  | ブンデスリーガ3部 | 38           | 12           | 13           | 13           | 51           | 51           | 49           | 11位         | 1回戦敗退    |
| 2014-15  | ブンデスリーガ3部 | 38           | 8            | 7            | 23           | 44           | 65           | 31           | 20位         |              |
| 2015-16  | レギオナルリーガ  | 34           | 19           | 7            | 8            | 61           | 36           | 64           | 1位          |              |
| 2016-17  | ブンデスリーガ3部 | 38           | 18           | 9            | 11           | 62           | 50           | 63           | 3位          | 1回戦敗退    |
| 2017-18  | ブンデスリーガ2部 | 34           | 14           | 6            | 14           | 53           | 53           | 48           | 5位          | 2回戦敗退    |
| 2018-19  | ブンデスリーガ2部 | 34           | 12           | 13           | 9            | 55           | 54           | 49           | 8位          | 1回戦敗退    |
| 2019-20  | ブンデスリーガ2部 | 34           | 11           | 10           | 13           | 50           | 56           | 43           | 12位         | 1回戦敗退    |
| 2020-21  | ブンデスリーガ2部 | 34           | 9            | 11           | 14           | 37           | 50           | 38           | 14位         | 準々決勝敗退 |
| 2021-22  | ブンデスリーガ2部 | 34           | 10           | 10           | 14           | 50           | 51           | 40           | 15位         | 2回戦敗退    |
| 2022-23  | ブンデスリーガ2部 | 34           | 8            | 7            | 19           | 34           | 58           | 31           | 17位         | 2回戦敗退    |
| 2023-24  | ブンデスリーガ3部 | 38           | 17           | 12           | 9            | 51           | 42           | 63           | 3位          | 1回戦敗退    |
| 2024-25  | ブンデスリーガ2部 |              |              |              |              |              |              |              |              |              |

## 現所属メンバー
2024-25シーズン 2. ブンデスリーガ 基本フォーメーション（4-2-3-1）
2024年8月31日現在
注：選手の国籍表記はFIFAの定めた代表資格ルールに基づく。
| No. | Pos. |        | 選手名                       |
| --- | ---- | ------ | ---------------------------- |
| 1   | GK   | ドイツ | フェリックス・ゲプハルト     |
| 3   | DF   | ドイツ | ブライアン・ハイン ()        |
| 4   | DF   | ドイツ | フロリアン・バラス           |
| 5   | MF   | ドイツ | ラシム・ブリッチ             |
| 6   | DF   | ドイツ | ベネディクト・ザラー         |
| 7   | FW   | ドイツ | オスカー・シェーンフェルダー |
| 8   | MF   | ドイツ | アンドレアス・ガイプル ()    |
| 9   | FW   | ドイツ | エリク・ホトムアン           |
| 10  | MF   | ドイツ | クリスティアン・ビエット     |
| 11  | DF   | ドイツ | ニコ・オチョイスキー ()      |
| 12  | GK   | ドイツ | レオン・クック ()            |
| 13  | DF   | ドイツ | アレクサンダー・ビトロフ     |
| 14  | DF   | ドイツ | ロビン・ツィーゲレ           |
| 15  | MF   | ドイツ | セバスティアン・エルンスト   |
| 16  | DF   | ドイツ | ルイス・ブリューニヒ         |
| 18  | MF   | ドイツ | ニクラス・アンスパック       |

| No. | Pos. |        | 選手名                           |
| --- | ---- | ------ | -------------------------------- |
| 19  | MF   | ドイツ | クリスチャン・シュミット         |
| 20  | FW   | ドイツ | ノア・ガナウス                   |
| 21  | MF   | ドイツ | トビアス・アイゼンフート         |
| 23  | GK   | ドイツ | ユリアン・ポラースベック         |
| 24  | FW   | ドイツ | アギェマン・ディアウシエ         |
| 25  | FW   | ドイツ | ジョナス・バウアー               |
| 27  | MF   | ドイツ | ドミニク・コザー                 |
| 29  | FW   | ドイツ | エリアス・フート                 |
| 30  | FW   | ドイツ | クリスティアン・クールベター     |
| 31  | FW   | ドイツ | マックス・マイヤー               |
| 32  | GK   | ドイツ | アレクサンダー・ヴァイディンガー |
| 33  | FW   | ドイツ | カイ・プレガー                   |
| 37  | DF   | ドイツ | レオポルド・ウルム               |
| 39  | FW   | ドイツ | デヤン・ガリエン ()              |
| 40  | FW   | トーゴ | マンスール・オウロ・タグバ ()    |

括弧内の国旗はその他の保有国籍を、星印はEU圏外選手を示す。

### ローン移籍選手
in
注：選手の国籍表記はFIFAの定めた代表資格ルールに基づく。
| No. | Pos. |        | 選手名                                      |
| --- | ---- | ------ | ------------------------------------------- |
| 11  | DF   | ドイツ | ニコ・オチョイスキー (フェール) ()          |
| 15  | MF   | ドイツ | セバスティアン・エルンスト (ハノーファー96) |
| 16  | DF   | ドイツ | ルイス・ブリューニヒ (1.FCニュルンベルク)   |
| 23  | GK   | ドイツ | ユリアン・ポラースベック (1.FCマクデブルク) |

| No. | Pos. |        | 選手名                                            |
| --- | ---- | ------ | ------------------------------------------------- |
| 30  | FW   | ドイツ | クリスティアン・クールベター (1.FCハイデンハイム) |
| 33  | FW   | ドイツ | カイ・プレガー (ハンザ・ロストック)               |
| 39  | FW   | ドイツ | デヤン・ガリエン (VfBシュトゥットガルトII) ()     |
| 40  | FW   | トーゴ | マンスール・オウロ・タグバ (1.FCケルン) ()        |

out
注：選手の国籍表記はFIFAの定めた代表資格ルールに基づく。
| No. | Pos. |        | 選手名                                                     |
| --- | ---- | ------ | ---------------------------------------------------------- |
| --  | DF   | ドイツ | コンラッド・ファーバー (FCザンクト・ガレン)                |
| --  | FW   | コソボ | ヴァルドリン・ムスタファ (キッカーズ・オッフェンバッハ) () |
| --  | FW   | ドイツ | ヤニック・グラフ (SpVggバイロイト)                         |

| No. | Pos. |        | 選手名                                                            |
| --- | ---- | ------ | ----------------------------------------------------------------- |
| --  | FW   | ドイツ | ノエル・アイヒンガー (1.FCロコモティヴェ・ライプツィヒ)           |
| --  | FW   | ドイツ | ケルビン・オヌイグウェ (SGバロックシュタット・フルダ＝レーネルツ) |
| --  | FW   | ドイツ | エリック・タリグ (無所属)                                         |

監督
- アンドレアス・パッツ (暫定)

## 歴代監督
- ギュンター・ゼーベルト（英語版） 2002-2003
- インゴ・ペーター（ドイツ語版） (暫定) 2003
- ギュンター・ブランドル（ドイツ語版） 2003-2004
- マリオ・バスラー 2004-2005
- ダリウシュ・パシエカ（英語版） 2005-2006
- ギュンター・ギュットラー（英語版） 2006-2008
- マルクス・ヴァインツィール 2008-2012
- オスカー・コロチャーノ（英語版） (暫定) 2012
- フランツ・ゲルバー（英語版） 2012-2013
- フランチェスコ・スムダ（英語版） (暫定) 2013
- トーマス・ストラトス（英語版） 2013-2014
- アレクサンダー・シュミット（英語版） (暫定) 2014
- クリスチャン・ブランド（英語版） 2014-2015
- ハイコ・ヘルリッヒ 2015-2017[2]
- アキム・バイアーロルツァー（英語版） 2017-2019
- メルサド・セリンベゴビッチ（英語版） 2019-2023
- ジョー・エノック 2023-2024[3]
- アンドレアス・パッツ (暫定) 2024-

## 歴代所属選手

### GK
- ケネス・クロンホルム 2011
- ティモ・オクス 2013
- リヒャルト・シュトレービンガー 2015
- フィリップ・ペントケ 2015-2019
- アレクサンダー・ヴァイディンガー（英語版） 2018-2021、2022-
- アレクサンダー・マイヤー 2019-2022
- ケビン・クンツ（英語版） 2020-2022
- トルステン・キルシュバウム 2021-2023
- ヨナス・ウルビヒ 2023
- フェリックス・ゲプハルト（ドイツ語版） 2023-
- レオン・クック 2023-
- ユリアン・ポラースベック 2024

### DF
- オリバー・ハイン（英語版） 2009-2021
- マルクス・パリオニス（英語版） 2014-2021
- アスガー・ソーレンセン 2017-2019
- ベネディクト・ギンバー（英語版） 2017-2018、2019-2023
- ヨナス・フェーレンバッハ 2018-2019
- セバスティアン・シュトルツェ（英語版） 2018-2021
- フロリアン・ハイスター（英語版） 2019-2021
- エリック・ウェケッサー（英語版） 2019-2022
- ヤン＝ニクラス・ベステ 2020-2022
- ヤン・エルベディ（英語版） 2020-2023
- スコット・ケネディ 2020-2023
- レオン・グヴァラ 2021-2023
- コンラッド・ファーバー（英語版） 2021-2024
- ラッセ・ギュンター（英語版） 2022-2023
- オスカー・シェーンフェルダー（英語版） 2022-2023、2023-
- フロリアン・バラス（ドイツ語版） 2023-

### MF
- マルクス・ヴァインツィール 2002-2004
- オリバー・フィンク 2004
- ジュリアン・デ・グズマン 2013
- エリック・トミー 2016-2017
- マクシミリアン・タルハンマー（英語版） 2018-2019、2022-2023
- フェデリコ・パラシオス（英語版） 2019-2021
- トム・バック（英語版） 2019-2021、2022
- マックス・ベズシュコウ（英語版） 2019-2022
- アルビオン・フレネジ（英語版） 2020-2021
- クリストフ・モリッツ 2020-2022
- サープリート・シン 2021-2023
- カルロ・ブカルファ（英語版） 2021-2022
- ビョルン・ツェンペリン（英語版） 2021-2022
- ブレンディ・イドリツィ（英語版） 2022-2023
- ドミニク・コザー（英語版） 2023-
- アンドレアス・ガイプル（英語版） 2023-
- クリスチャン・シュミット（ドイツ語版） 2023-
- トビアス・アイゼンフート（ドイツ語版） 2023-

### FW
- ディルク・レーマン 2004
- ヤン・ジョージ（英語版） 2015-2022
- サルギス・アダムヤン 2017-2019
- ハマディ・アル・ガディウィ 2018-2019
- ヤン＝マルク・シュナイダー（英語版） 2019-2021
- ニコラス・ヴェーリング（英語版） 2019-2021
- アンドレアス・アルバース 2019-2023
- アンドレ・ベッカー（英語版） 2020-2022
- カーン・カリスカナー（英語版） 2020-2023
- ダヴィド・オットー（英語版） 2021-2022
- アイグン・イルディリム（英語版）
- ジョエル・ズワーツ（英語版） 2021-2022、2023
- ダリオ・ヴィジンガー（英語版） 2022-2023
- ニクラス・シプノスキ（英語版） 2022-2023
- ヨシュア・メーズ（英語版） 2022-2023
- プリンス・オウス（英語版） 2022-2023
- エリアス・フート（英語版） 2023-
- ノア・ガナウス（ドイツ語版） 2023-
- ジョナス・バウアー（ドイツ語版） 2023-
- ノエル・アイヒンガー（英語版） 2023-2024
- ケルビン・オヌイグウェ（ドイツ語版） 2023-2024
- マックス・マイヤー（ドイツ語版） 2023-
- ヴァルドリン・ムスタファ（英語版） 2024
- エリック・タリグ（英語版） 2024
- クリスティアン・クールベター（英語版） 2024-
- カイ・プレガー（英語版） 2024-
- デヤン・ガリエン（英語版） 2024-